# Joachim Giermek
Joachim Giermek OFMConv. (ur. 2 kwietnia 1943 w Buffalo, zm. 5 stycznia 2024 w Ellicott City) – amerykański franciszkanin konwentualny pochodzenia polskiego, generał franciszkanów od 2002 do 2007.

## Życiorys
Urodził się w 1943 w Buffalo jako Thomas Anthony Giermek. Był synem Józefa i Marii (z d. Kowalczyk) Giermek. Jego rodzina pochodziła spod Bielska-Białej, dziadkowie wyjechali do USA ok. 1930 roku. Wstąpił do zakonu franciszkanów konwentualnych w 1960, przyjmując imię Joachim. W 1969 otrzymał sakrament święceń w Rzymie. Później studiował filozofię na Georgetown University i duchowość franciszkańską na St. Bonaventure University w Olean. W 2001 został wybrany na urząd generała franciszkanów i pełnił go od 2002 do 2007, po czym został zastąpiony przez Marco Tascę.
Od 2007 przebywał w Ellicott City w stanie Maryland.